# مجموعة جيوش المنطقة الخلفية الشمالية
مجموعة جيوش المنطقة الخلفية الشمالية (Rückwärtiges Heeresgebiet North) واحدة من مجموعة قيادات المنطقة الخلفية للجيش الثلاثة الخاصة بمنطقة مجموعة الجيوش الشمالية، التي تأسست خلال الغزو الألماني للاتحاد السوفيتي عام 1941. تحت قيادة الجنرال فرانز فون روكيس في البداية، كانت منطقة اختصاص عسكري خلف مجموعة الجيوش الشمالية للفيرماخت.
كانت وظيفة المجموعة الشمالية الخلفية لتوفير الأمن وراء القوات المقاتلة. كان أيضًا موقعًا للقتل الجماعي أثناء الهولوكوست وجرائم أخرى ضد الإنسانية استهدفت السكان المدنيين. على حد تعبير المؤرخ مايكل باريش، فإن قائد الجيش «ترأس إمبراطورية الرعب والوحشية». 

## التنظيم

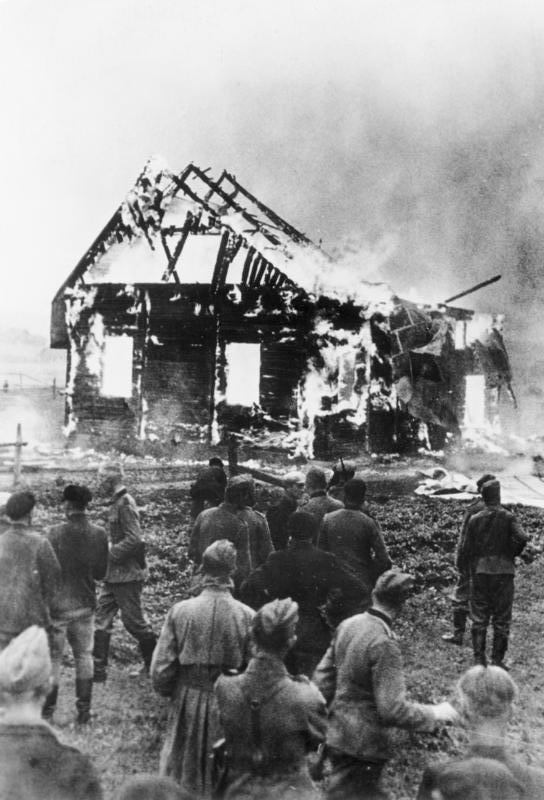
الجنود والسكان المحليين الألمان يشاهدون حرق الكنيس الليتواني، 9 يوليو 1941

قيادة المنطقة الشمالية الخلفية للجيش، الجنرال فرانز فون روكيس، كان مسؤولاً عن أمن المنطقة الخلفية. كان مقرها الرئيسي تابعًا لمجموعة الجيوش الشمالية، بينما كان أيضًا مسؤولًا عن قائد الإمداد العام في الفيرماختإدوارد فاغنر، الذي كان يتحمل المسؤولية الكاملة عن أمن المنطقة الخلفية.  وشملت المهام أيضا نقل أسرى الحرب إلى الخلف. 
سيطر روك على ثلاثة فرق أمنية ( 207، 281، و285 ) وأشرف على وحدات الشرطة الميدانية السرية في فيرماخت. كان يعمل بالتوازي، وبالتعاون مع Hans-Adolf Prützmann، ومنذ نوفمبر 1941 مع Friedrich Jeckeln، القائد الأعلى للشرطة والشرطة المعينين من قِبل رئيس إس إس، هاينريش هيملر. 

## الحرب الأمنية والجرائم ضد الإنسانية
شملت واجبات قادة المنطقة أمن الاتصالات وخطوط الإمداد والاستغلال الاقتصادي ومكافحة المقاتلين (المقاومة) في المناطق الخلفية في فيرماخت، والتي كانت المهام الرئيسية للأقسام الأمنية.  بالإضافة إلى ذلك، تعمل تشكيلات الأمن والشرطة في شوتزشتافل والشرطة الأمنية الألمانية في المناطق، وتخضع لقادة قوات الأمن العليا والشرطة. تضمنت هذه الوحدات العديد من فصائل فرق الموت في أينزاتسغروبن، وفوج الشرطة الشمالية وكتائب شرطة النظام الإضافية. ارتكبت هذه الوحدات القتل الجماعي خلال الهولوكوست وغيرها من الجرائم ضد الإنسانية. بينما كانت خاضعة للولاية العسكرية، كانت المنطقة موقع مذبحة كاوناس، بتحريض من الشرطة الأمنية. خلال الفترة نفسها، وقعت عمليات القتل الجماعي لأسرى الحرب واليهود وغيرهم من المدنيين في الحصن التاسع. 
قامت التشكيلات الأمنية، في كثير من الأحيان بالتنسيق مع أو تحت قيادة الفيرماخت، بحرب أمنية تستهدف السكان المدنيين. إن ما يسمى بالعمليات المناهضة للحزب في المناطق التي تنتشر فيها العصابات هي بمثابة تدمير للقرى، والاستيلاء على الماشية، وترحيل السكان القادرين على العمل بدافع العبودية إلى ألمانيا وقتل من هم دزن سن العمل. 

### اقتباسات
1. ↑  Parrish 1996.
2. 1 2  Megargee 2007.
3. 1 2  Hill 2005.
4. ↑  Shepherd 2003.
5. ↑  Shepherd 2004.